# Andrew Wiles
Andrew John Wiles KBE FRS(Cambridge, 11 de abril de 1953) é um matemático britânico.
Professor na Universidade de Princeton, famoso por ter demonstrado, com a colaboração de Richard Lawrence Taylor, o Último Teorema de Fermat (UTF), em 1994.
Anteriormente, Andrew Wiles já havia realizado importantes trabalhos na teoria dos números, obtendo os primeiros resultados da famosa conjectura de Birch e Swinnerton-Dyer além de importantes contribuições para a "conjectura principal" da Teoria de Iwasawa.
A odisséia de Wiles começou em 1986, quando Ken Ribet, inspirado por uma ideia de Gerhard Frey, mostrou que o UTF resultaria como uma consequência da conjectura de Taniyama-Shimura, pois cada uma das curvas elípticas poderia ser parametrizada por formas modulares.  Sendo menos singular que o UTF, a conjectura de Shimura-Taniyama é mais ampla pois envolve ideias bastante fundamentais da teoria dos números. Ninguém tinha qualquer ideia de como demonstrá-la.
Trabalhando em absoluto segredo e compartilhando seu progresso apenas com Nicholas Katz, também professor de Matemática em Princeton, Wiles desenvolveu a prova da conjectura de Taniyama-Shimura, e a partir dela o UTF. A prova é árdua e introduz muitas ideias novas.
Wiles foi bastante dramático na apresentação da prova. Em junho de 1993, sem anunciar os tópicos com antecedência, agendou três palestras no Newton Institut. A audiência e o mundo estavam ávidos para conhecer o seu conteúdo.
Nos meses seguintes, o manuscrito da demonstração circulou somente entre um pequeno número de matemáticos. A primeira versão da prova dependia da construção de um sistema de Euler e este aspecto mostrou ser bastante complicado, resultando numa versão final da demonstração diferente da original. Esta dificuldade foi superada com a colaboração de Richard Lawrence Taylor.
A história romanceada da demonstração do UTF está detalhadamente apresentada no livro de Simon Singh: "O Último Teorema de Fermat", Editora Record (BR), 1998. O livro teve versão para a televisão na série de documentários científicos da BBC "Horizon".